# 毕尔逊
亞瑟·塔潘·毕尔逊（Arthur Tappan Pierson，1837年3月6日 – 1911年6月3日）是一位美国长老会牧师，早期基要主义领袖，作家，讲过超过13，000篇道，写过超过50本书，并且因着他作为横跨大西洋讲道施工的一部分，所以毕尔逊在英格兰和苏格兰也很有名。作为司可福的朋友，他是《司可福串注圣经》(1909)的编者之一，德怀特·莱曼·穆迪、乔治·慕勒，同时他也是乔治·慕勒的朋友（他写了传记《布里斯托尔的乔治·慕勒》）、还有Adoniram Judson Gordon和司布真也是他的好友，他还接续司布真，从1891年到1893年在伦敦都城会幕（Metropolitan Tabernacle）讲道，并且获得极大的成功。纵观他的一生，毕尔逊担任过全世界许多城市教会的牧师，并且致力于关心贫穷人。
毕尔逊也是信心差会（faith missions）的鼓吹者，宣扬要在他那一代人福音化世界。1870年以前，在美国只有大约2000名全职传教士，其中10%向国内的印第安人传教。1880年代，毕尔逊参与推动了声势浩大的海外传教运动——学生志愿运动（Student Volunteer Movement）。在19世纪末期，他作为这场运动的领袖，提倡海外宣教。1910年，在毕尔逊退休之后，毕尔逊来到了韩国。并且在1912年，他在韩国建立了毕尔逊圣经学院，即今天的平泽大学。

## 生平
毕尔逊出生在美国纽约市，是家中的第9个孩子，父亲斯蒂芬·毕尔逊，母亲萨利·毕尔逊，他们都是虔诚的基督徒，主张废奴主义。他的名字得名于著名的废奴主义者Arthur Tappan。1850年，毕尔逊13岁时，他参加了卫理公会的奋兴聚会，首次公开接受基督信仰。1857年毕业于纽约州克林顿的哈密尔顿学院，1869年毕业于纽约协和神学院。
1860年，他娶了萨拉·本尼迪克特；他们一共有7个孩子，这七个孩子都在15岁之前信主，并且后来成为牧师，宣教士和平信徒的领袖。当毕尔逊40岁的时候，作为底特律最大教会的牧师，他参加了一系列关于宣教的课程，并且意识到自己非常骄傲，贪婪，和想要成为富有。因此，他决定代领他富有的教会去帮助那些底特律的平穷人。接着他废除了教堂座椅的租金，决心要靠着信心来接受自己的工资。
在1889-1890年期间，他去到英国宣教。自从1888年开始，他作为世界宣教回顾的编辑，分别在1891年和1892年去过罗格斯学院和英格兰讲宣教。当查理斯·司布真的白莱特氏疾病使他不能讲道时，他请求毕尔逊来代替他的位置直到康复为止。可是，司布真却出乎意料的在1892年1月31号的那一天去世了。所以城市会幕的信徒要求毕尔逊继续留下服侍，就这样他在那里牧养了两年。值得注意的是，司布真竟然请求一位并没有接受成为信徒受洗的长老会牧师来接替他的位置。因为毕尔逊认为只要在婴儿受洗的话也可以，不一定要在真正信主的时候再次受洗。后来，他承认信徒受洗是正确的，所以在1896年2月1日，司布真的弟弟-雅各·司布真在毕尔逊58岁的时候施了洗。
毕尔逊在北方会议的时候和慕迪有过交谈，他并且是凯锡克培灵会的讲员，致力于推广圣洁和敬虔。在这个阶段，乔治·慕勒和其他人帮助了毕尔逊的末世论从后千禧年改为前千禧年。作为一个宣教讲员，他影响了罗伯特·斯比尔，撒母耳·池维谋，霍勒斯·安德伍德和约翰·穆德这些诺贝尔和平奖得主们，愿意将自己的性命致力于宣教。
除了在宣教方面的贡献，毕尔逊最著名的影响是起源于他对正统的献身。当自由主义横扫主要教派时，毕尔逊参与到了其他的一些别的基督教领袖当中，出版了《基督教基要原理》，-即一系列的册子，为的是回答那些对基督教批评的人。因为他的护教学能力，毕尔逊被邀请到撰写这一系列册子当中的五篇文章。每一个册子被免费发放到整个美国的牧师手里。而这一举动，标志着美国教会历史上的基要主义者和现代主义者争论的开端。同时，这些册子被合并成12卷的一套书。这些书现在被装订成了5卷一套。从此，毕尔逊也被经常成为“基要主义之父”。
他最有名的一本书叫作《在基督里》（1898），从这里他得出一个结论就是，短短的一句“在基督里”-一个介词跟着一个适当的名字是理解整个新约的关键。
在他退休之后，他继续在国内外各个教会和会议上讲道。1910年，他来到了韩国的一些教会里教导，1911年去世。1912年10月15日，毕尔逊圣经学院-即现在的平泽大学按照毕尔逊的意愿上建立。许多的牧师和学者出身于这个学校。毕尔逊的墓碑是一个打开的圣经，这个圣经上刻有两节经文：第一节是约翰一书5：11：“这见证就是神赐给我们永生，这永生也是在他儿子里面。”，第二节是马太福音28：19：“所以，你们要去使万民作我的门徒，奉父子圣灵的名，给他们施洗。”。

## 毕尔逊牧养过的教会
- 1859的夏天到1869的夏天，康涅狄格州的温斯特德的会众教会 Binghamton, New York (1860–1863)
- 1863-1869，纽约的沃特福德
- 1869-1882，密歇根州底特律的Fort Street 长老教会
- 1882-1883， 印第安纳州印第安纳波利斯教会
- 1883-1889，宾夕法尼亚州费城的伯大尼长老教会
- 1891-1893， 伦敦的城市会幕教会
- 1902-1903， 伦敦基督教会

## 出版过的书籍
- The Crisis of Missions (New York, 1886)
- Many Infallible Proofs: Chapters on the Evidences of Christianity (1886)
- Evangelistic Work in Principle and Practise (1887)
- Keys to the Word: or, Helps to Bible Study (1887)
- The Divine Enterprise of Missions (1891)
- Miracles of Missions (4 vols., 1891–1901)
- The Divine Art of Preaching (1892)
- From the Pulpit to the Palm-Branch: Memorial of Charles H. Spurgeon (1892)
- The Heart of the Gospel (sermons; 1892)
- New Acts of the Apostles (1894)
- LifePower: or, Character Culture, and Conduct (1895)
- Lessons in the School of Prayer (1895)
- Acts of the Holy Spirit (1895)
- The Coming of the Lord (1896)
- Shall we continue in Sin? (1897)
- In Christ Jesus: or, The Sphere of the Believer's Life (1898)
- Catharine of Siena, an ancient Lay Preacher (1898)
- George Muller of Bristol and his Witness to a Prayer-Hearing God (1899)
- Forward Movements of the last half Century (1900)
- Seed Thoughts for Public Speakers (1900)
- The Modern Mission Century viewed as a Cycle of Divine Working (1901)
- The Gordian Knot: or, The Problem which baffles Infidelity (1902)
- The Keswick Movement in Precept and Practice (1903)
- God's Living Oracles (1904)
- The Bible and Spiritual Criticism (1906)
- The Bible and Spiritual Life (1908)
- Godly Self-control (1909)